# Cesenatico (stacja kolejowa)
Cesenatico (wł. Stazione di Cesenatico) – stacja kolejowa w Cesenatico, w prowincji Forlì-Cesena, w regionie Emilia-Romania, we Włoszech. Stacja znajduje się na linii Ferrara – Rimini.
Według klasyfikacji RFI ma kategorią srebrną.
Stacja składa się z trzech torów. Obecnie tylko tor 2 jest wykorzystywany, a tor 1 i 3 są przeznaczone dla mijana. W budynku znajduje się bar, toalety oraz informacja pasażerska.

## Linie kolejowe
- Ferrara – Rimini